# Kondoa (huyện)
Kondoa là một huyện thuộc vùng Dodoma, Tanzania. Thủ phủ của huyện Kondoa đóng tại Kondoa. Huyện Kondoa có diện tích 13210 ki lô mét vuông. Đến thời điểm điều tra dân số ngày 25 tháng 8 năm 2002, huyện Kondoa có dân số 428090 người.